# Социалистическая лига нового Востока
Социалистическая лига нового Востока, сокращенно СЛНВ — политическая эмигрантская организация, находившаяся в Чехословакии и основанная в 1927 году. Её лидерами являлись российские эсеры Виктор Чернов, В. И. Гуревич, Шрейдер и Ф. С. Мансветов, украинские эсеры Никита Шаповал, Григорьев и Мандрыка, а также белорусские и армянские умеренно-социалистически-ориентированные политики.
Группа Чернова порвала с иностранными представителями Партии социалистов-революционеров перед тем, как организовать новую организацию. Политически Социалистическая лига нового Востока отстаивала право на самоопределение народов Советского Союза. Эта позиция явилась причиной окончательного разрыва между Черновым и большинством эмигрантов-эсеров. Более того, позиция Социалистической лиги нового Востока о праве меньшинств на самоопределение вызвала порицание со стороны Рабочего и Социалистического Интернационала. Позиция Лиги по национальному вопросу беспокоила чехословацкие власти, которые боялись последствий, в случае если политический дискурс займет место в самой Чехословакии среди её народов.
Организация публиковала «Вестник Социалистической Лиги Нового Востока», начиная с 1929 года. В том же году Чернов уехал в США, и организация прекратила своё существование.